# کورنی (آستراخان)
کورنی (به لاتین: Korni) یک منطقهٔ مسکونی در روسیه است که در استان آستراخان واقع شده‌است.